# Монте Компатри
Монте Компатри (итал. Monte Compatri) је насеље у Италији у округу Рим, региону Лацио.
Према процени из 2011. у насељу је живело 5821 становника. Насеље се налази на надморској висини од 573 м.

## Становништво
Према резултатима пописа становништва 2011. у општини је живело 11.234 становника.
| 1931. | 1936. | 1951. | 1961. | 1971. | 1981. | 1991. | 2001. | 2011.  |
| ----- | ----- | ----- | ----- | ----- | ----- | ----- | ----- | ------ |
| 5.112 | 4.758 | 5.164 | 5.575 | 5.398 | 6.318 | 7.166 | 8.121 | 11.234 |

## Партнерски градови
- Калаора